# سنار
سِنَّار (بكسر السين وتشديد النون وفتحها)عاصمة ولاية سنار مدينة سودانية تقع في وسط السودان والضفة الغربية لنهر النيل الأزرق على ارتفاع 427 متراً فوق سطح البحر وتبعد عن العاصمة الخرطوم مسافة 280 كيلومتر جنوباً، كانت سنار أول عاصمة للسودان الحديث قبل مدينتي ود مدني والخرطوم كما كانت سنار لقرون عديدة عاصمة للسلطنة الزرقاء التي حكمت السودان في القرن السابع عشر وحتى عام 1821 م. وهي اليوم واحدة من أهم المدن السودانية وأكبر المراكز التجارية وأبرز نقطة تقاطع لخطوط السكك الحديدية في السودان.

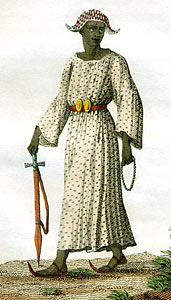
أحد ملوك سنار في القرن التاسع عشر.

## أصل التسمية ومعناها
لم يُعرف بشكل قاطع معنى اللفظ سنار أو مصدره ولماذا سميت به المدينة واختلفت الروايات وتنوعت التأويلات حول معنى اللفظ سنار فهناك من يقول أن أصل الكلمة قديم ويعود إلى اللغة النوبية القديمة ويعني عاصفة المطر لوقوعها في المنطقة المدارية المطيرة، لكن لا توجد آثار للمدينة ذات الاسم النوبي، خاصة وأن الاسم سنار عُرفت به آثار البلدة التي تأسست في سنة 1504م وكانت عاصمة لسلطنة الفونج المستقلة حتى سنة 1821م قبل أن يتم هجرها.
يرُجِع البعض الآخر الاسم إلى مرحلة تاريخية أحدث حيث يرى بأن سنار بدأت كقرية لتعليم القرآن، والاسم مركب من لفظين: «سن» و«نار»، وأدغمت النونان، فأصبح سنّار ويعني اللهب نسبة إلى ألسنة النيران التي كانت تضيء حلقات تعليم القرآن في القرية ليلاً.
ويُقال أيضاً أن «سن النار» هو اسم امرأة سُميت المدينة عليها ولكن لا يوجد مصدر تاريخي يؤكد ذلك لأن التاريخ المدون لسنار يبدأ تقريباً في سنة 1505 م، وهو تاريخ بداية عهد دولة الفونج، ومع مرور الزمن هاجر السكان الفونج الأوائل من سنار إلى جنوب النيل الأزرق ولم تبقَ منهم إلا مجموعة تسكن حالياً في منطقة حلة إبراهيم جوار مصنع سكر سنار.

## سنار الكبرى
يطلق اسم سنار على عدة مواقع متجاورة في السودان ولذلك يتعين التمييز بين سنار التقاطع وسنار المدينة وسنار القديمة وبينها وبين سنار الولاية وسنار الخزان. سنار التقاطع Sennar Junction (باللغة الإنجليزية) هي الأقدم وتمثل الاستمرارية الفعلية لسنار القديمة (عاصمة الفونج) من حيث الفترة الزمنية والموقع. وارتبطت بها صفة التقاطع، لأن العديد من خطوط السكك الحديدية في السودان تتقاطع فيها بسبب موقعها في قلب البلاد. أما سنار المدينة وهي الأحدث وتبعد بمسافة 5 كيلو متر (3.10 ميل) جنوب شرق سنار التقاطع و17 كيلومتر (10.56) من موقع آثار سنار القديمة بالقرب من خزان (سد) سنار، وقد بنيت مع بناء السد في عام 1925 على أنقاض قرية صغيرة كانت تسمى مُكْوَارْ. ولذلك يطلق الأهالي على سنار المدينة اسم مُكوار. وتوجد بها محطة للسكك الحديدية مستقلة عن محطة سنار التقاطع.
وسنار هو اسم لولاية سنار التي تبلغ مساحتها. 40,680 وعدد سكانها 1,400,000 نسمة، وتتكون من سبع محليات من بينها محلية سنار، أبوحجار، سنجة، وشرق سنار والسوكي، محلية الدندر، الدالي والمزموم إلا أن عاصمتها الإدارية هي مدينة سنجة وليست مدينة سنار.

## التاريخ
يرتبط تاريخ سنار بتاريخ مملكة الفونج التي يطلق عليها أيضاً مملكة سنار أو السلطنة الزرقاء أو سلطنة سنار.

### فترة مملكة سنار
وفقاً لتقرير للرحالة الفرنسي جاك بونس Jacques Ponce بأن عدد سكان سنار في عام 1700 م بلغ حوالي 100 ألف شخص. وكانت المباني الرئيسية في المدينة هي القصر والمسجد والأسواق والمقبرة. وفي عام 1910 م تم التقاط صورة لآثار مسجد صغير كانت في وضع جيد، تقع على بعد حوالي 300 متر إلى الجنوب من بقايا ساحة السوق الكبير في وسط منطقة القصر، وكان لها مدخلاً، ومحراباً واحداً، وأعمدة من الطوب المحروق. مما يوحي بأن الإسلام كان الدين الرسمي في ذلك الوقت. خضع المبنى في عام 1980 لدراسة أركيولوجية من قِبل عالم الآثار علي عثمان والذي وجد بأن مساحة المسجد البالغة 10 × 15 متراً والتي لا تستوعب على أكبر تقدير أكثر من 100 مصليًا، تعتبر مساحة صغيرة جدا ولا يمكن، كما يبدو، أن تشكل جامعاً مسجداً لتأدية صلاة الجمعة في مدينة ذات أهمية، في حين يبلغ متوسط مساحة المساجد الحديثة في السودان حوالي 15 × 15 متراً.
زار عالم الآثار والمصور الأركيولوجي البريطاني أوسبيرت كراوفورد (Osbert Guy Stanhope Crawford (1886-1957 مدينة سنّار القديمة مرتين في عام 1913 م و1950 م ولاحظ في زيارته الأخيرة إن الآثار قد تدهورت كثيراً عما كانت عليه في السابق.
كما زار المدينة في سنة 1770 الرحالة الإسكتلندي جيمس بروس في طريقه إلى منابع النيل الأزرق.
ووصف بعض الرحالة والباحثين المدينة بأنها كانت مترامية الأطراف تضم عدة مناطق سكنية منشرة في كافة أنحائها وكان السوق الكبير يقع على ضفاف النيل، إلى جانب سوقين أخرى ين إحداهما كانت سوقاً للنخاسة. وكان القصر الرئيسي لحكام الفونج الذي بناه السلطان بادي الثاني (حكم من 1645 - 1681)، يتكون من برج ذو خمسة طوابق مع قاعة كبيرة، وكان محاطاً بسور له تسعة أبواب. وأفاد آخرون في وصفهم للقصر بأنه كان لا بد من أن يترك انطباعاً كبيراً لدى مشاهديه.
وإلى الشمال الغربي من المدينة كانت تقع مقبرة الفُقرا (ويقصد بهم الفقهاء الزاهدون، والمفرد هو فكي أو فقيه). ولا يزال السكان المحليين يحفظون أسماء أبرز هؤلاء الفقهاء الذين يتمتعون بسمعة جيدة ويزورون قبورهم في بعض الأحيان تبركاً بهم، في حين صارت أسماء معظم السلاطين وأماكن دفنهم في طي النسيان.

### الغزو التركي المصري
بدأت أطماع السلاطين العثمانيين في السودان منذ عهد السلطان سليم الأول الذي أراد ضمّ السودان إلى ملكه بعد نجاحه في إخضاع مصر لحكمه في سنة 1517م، فبعث إليه ملك سنّار عمارة دُنقس رسالة ذكر له فيها بأن «السودان لا يسكنه سوى أعراب بادية جميعهم مسلمون ولا يملكون من حطام الدنيا إلا القليل». فعدل السلطان سليم عن فكرة فتح السودان، إلا أن خديوي مصر التركي محمد علي باشا، أحيا فكرة غزو السودان من جديد ولم تثنيه رسائل السلطان بادي أبو شلوخ ولا تهديداته التي قال له «لا يغرنك الانتصار على الجعليين والشايقية (قبائل في شمال السودان) فنحن الملوك وهم الرعية، أما علمت بأن سنار محروسة محمية بقواطع هندية وخيول عربية ورجال صابرين على القتال بكرة وعشية».
في 13 يونيو / حزيران 1821م، سقطت المدينة في يد القوات التركية المصرية، وفي 22 أكتوبر / تشرين الأول دخل إبراهيم باشا وشقيقه إسماعيل إلى سنّار معا، ومن هناك واصلا غزو السودان، وقررت الإدارة التركية الجديدة أن يُحكم السودان من مدينة الخرطوم الواقعة على مقرن النيلين الأزرق والأبيض، وأهملت سنّار تماماً، فانهار قصر ملوك الفونج وتحول في عام 1833م، إلى أطلال ثم تلاشى حتى تم اكتشاف أساس بنيانه في دراسة أركيولوجية للمنطقة في عام 1982م.

### عهد الدولة المهدية
في منتصف القرن التاسع عشر كانت المدينة شبه مهجورة وذكر المكتشف والطبيب الألماني فردناند ويرني Ferdinand Werne بأن جنود مصريين في السودان أخبروه عن المدينة باسم Hot- foot (قدم ساخنة أو قدم نار) حيث يُصنع فيها ويباع مشروب المريسة المحلي المُسكِر
وإنها دمُرت في عهد الحكم المهدي بأمر من الخليفة عبد الله التعايشي.
كانت الدولة المهدية تطبق أحكام الشريعة الإسلامية ومتشددة في تحريم الخمر والقمار والتبغ وما شابه ذلك.

### الحكم الثنائي
عادت إلى سنّار أهميتها كمركز تجاري وزراعي للسودان بعد تأسيس مشروع الجزيرة لزراعة القطن من أجل توفير المواد الخام لمصانع النسيج في إنجلترا واستدعى ذلك توفير مياه الري من خلال بناء سد في منطقة سنّار باعتبارها المنطقة القريبة من المشروع التي تتوافر فيها القاعدة الصخرية الصلبة لبناء السد والبحيرة الصناعية، فضلاً عن بناء خطوط سكك حديدية من مناطق الإنتاج وحتى مواقع التصدير في ميناء بورتسودان والذي يمر عبر سنّار.

## خزان سنار
هو اسم لأول سد تم تشييده في السودان على مجرى نهر النيل الأزرق وهو سد صخري قام بتصميمه وتولّى بنائه في عام 1912م. ثم إدارته فيما بعد المهندس الإنجليزي استيفن روي شيرلوك Stephen "Roy" Sherlock

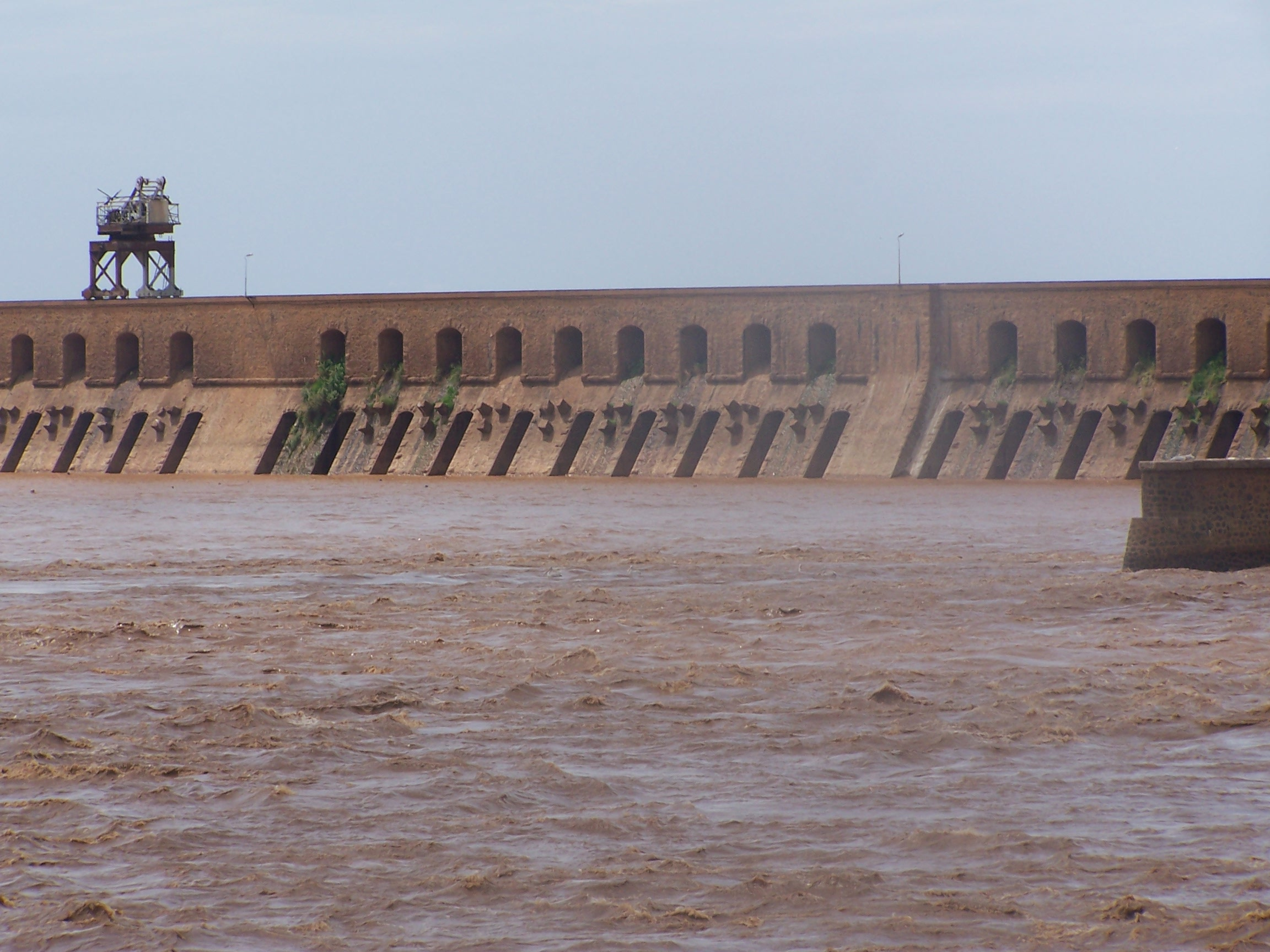
خزان سنار.

للسد بحيرة اصطناعية تمتد لمسافة تزيد عن خمسة كيلومترات جنوباً وتبلغ سعة تخزينها للمياه 390 مليون متر مكعب، تستخدم في ريّ عدة مشاريع زراعية مملوكة لشركات النيل الأزرق الزراعية، وسكر غرب سنار، والجزيرة والمناقل والسوكي ومشروع الرهد الزراعي. كما يستخدم السد في توليد الطاقة الكهربائية الهيدروليكية بإنتاجية قدرها 14 ميجاوات تكفي لتغطية أكثر من 80 بالمائة من استهلاك ولاية سنار.

## الموقع
تقع مدينة سنار الحالية بالقرب من آثار مدينة سنار القديمة، مما يجعلها شاهدًا حيًا على تاريخ المنطقة.
تقع مدينة سنار على الضفة الغربية للنيل الأزرق.
وتقع ولاية سنار في الجزء الجنوبي الشرقي من السودان.وتحدها من ناحية الشمال ولاية الجزيرة ومن ناحية الجنوب ولاية النيل الأزرق ومن الشرق ولاية القضارف والحدود «السودانية - الأثيوبية» بينما تحدها ولايتي النيل الأبيض وأعالي النيل بدولة جنوب السودان من جهة الغرب وتقع حاضرة الولاية مدينة سنجة.
يتميز موقع سنار بأهمية استراتيجية وتجارية، حيث يقع على ضفاف النيل الأزرق، مما يجعله مركزًا زراعيًا وتجاريًا هامًا.
كانت سنار ملتقى طرق تجارية تربط بين شمال وجنوب وشرق وغرب أفريقيا.

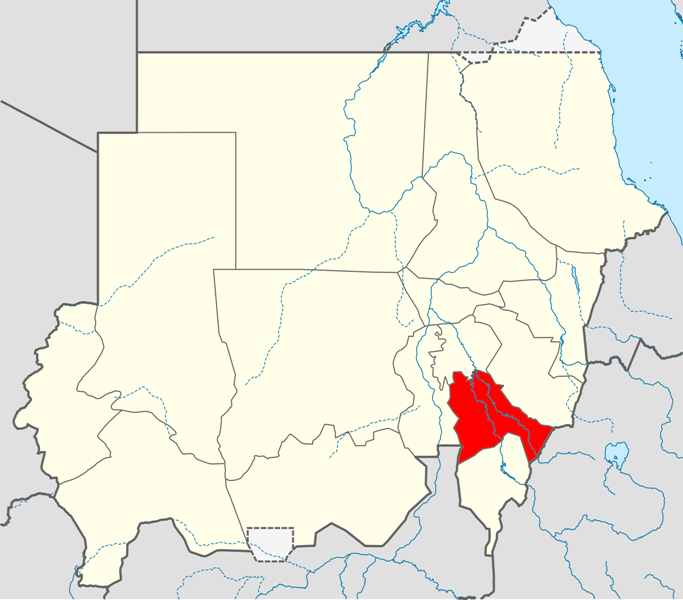
خريطة تُظهر موقع ولاية سنار في السودان

## التخطيط العمراني
شهدت المدينة بعد الحرب العالمية الثانية تطوراً عمرانياً بزيادة المنازل السكنية لمواجهة الارتفعان المضطرد في عدد السكان. وفي خمسينيات القرن الماضي تم بناء العديد من المرافق العامة الخدمية مثل المدارس والمؤسسات العلاجية وتم اختيار سنار مركزا لعدد من المصالح الحكومية مثل مصلحة الغابات، ثم توسعت المباني في غرب وشمال غرب المدينة لاستيعاب أصحاب المشاريع الزراعية والأعمال التجارية الحرة والملاعب الرياضية وغيرها.
بعض الأحياء الحالية في سنار
- حي الموظفين (البنيان):

ويعتبر من الأحياء القديمة جدا في المدينة حيث انة أسس ليسكن فية العمال والمهندسين الذين أشرفوا علي بناء خزان سنار الذي اسس عام 1924 تجاوز عمر حي الموظفين 100عام ويعتبر من التراث العالمي
- حي الدرجة
- حي القلعة
- حي الدكاترة
- حي الوحدة
- حي النصر
- حي الفاشر
- حي الفيحاء
- حي الثورة[بحاجة لمصدر]

## السكان
موقع سنار الجغرافي في وسط السودان وفي منطقة الزراعة المطرية والمروية ووجود تقاطع السكك الحديدية جعلها منطقة جذب ديموغرافي حتى صارت واحدة من أكثر مدن السودان الأكثر نمواً في عدد سكانها.
يبلغ عدد سكان ولاية سنّار 1.4 مليون نسمة، وتتكون من شريحة وافرة من المجموعات الإثنية، التي وفدت إلى المنطقة على مدى تاريخها الطويل، وأصبحت جزءا من التركيبة السكانية للمجتمع، وتعود في غالبها إلى أصول عربية ونوبية وأفريقية، ومن هذه الجماعات: الجعليون والشايقية والتعايشة والفور والفلاتة (الهوسا، الفولاني ، البرنو والبرقو) والدينكا والنوير.
وتسكن الولاية حوالي 18 قبيلة رئيسية تتكلم اللغة العربية إضافة إلى لغات ولهجات محلية أخرى مثل: لغة الفونج ولهجات البرتا والأنقسنا والرقاريق والكوسا والبرون والأدوك ولغة الهمج.
جدول يبين النمو الديموغرافي في العقود الأخيرة
| السنة | عدد السكان        |
| ----- | ----------------- |
| 1973  | 28.546            |
| 1983  | 42.803            |
| 1993  | 72.187            |
| 2007  | 143.059 (تقديرات) |

## النشاط الاقتصادي

### الزراعة
يعتبر قطاع الزراعة من أهم مقومات الاقتصاد في سنّار، وقد أسهم في ازدهار هذا القطاع توفر الموارد الطبيعية، إذ تضم مساحات شاسعة من الأراضي الصالحة للزراعة إضافة إلى وفرة المياه التي يتم الحصول عليها من مصادر عديدة، كالأنهار والمياه الجوفية والأمطار.
توجد في سنار العديد من مشاريع القطاعين الخاص والعام لإنتاج القطن في شرقها وجنوبها، والحبوب المعتمدة على الري المطري في غربها.أما في شمالها فتوجد بساتين الخضر والفاكهة في شمالها. وتتكون المحاصيل الزراعية من القطن، الصمغ العربي، زهرة الشمس، السمسم، المانجو، الجوافة، الموز الذرة البيضاء، فول الصويا، قصب السكر، العدس، الفول السوداني.

### الصناعة
أدى توفر الطاقة الكهربائية المنتجة من سد سنار إلى جانب المواد الخام الزراعية والحيوانية والغابية إلى وجود قطاع صناعي مقدر حيث توجد صناعات الأثاث المنزلي ومواد البناء مثل الطوب الأحمر والأخشاب والاغذية والغزل والنسيج والسماد والزيوت والسكر الذي ينتجه مصنع غرب سنار التابع لشركة السكر السودانية، وتمثل الصناعة أحد النشاطات الاقتصادية الحيوية، ويرتبط النشاط التجاري بتسويق المحاصيل الزراعية، والصناعات التي ترتكز عليها.

### الثروة الحيوانية
ويشكل الإنتاج الحيواني مصدر دخل لكثير من السكان، وتضم المدينه مساحات كبيرة من المراعي والغابات، ويعمل السكان في تربية الأبقار والأغنام والماعز، كما يعيش كثيرون على صيد الأسماك.

## النقل

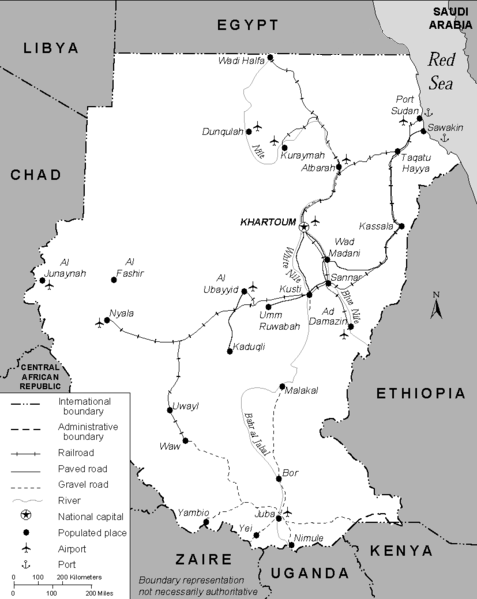
تتقاطع خطوط السكة حديد في سنار

### الطرق والجسور
تربط سنار مدن غرب السودان عبر مدينة الأبيض بكل من العاصمة الخرطوم وميناء بورتسودان في الشرق كما تربط المناطق الجنوبية وميناء كوستي النهري بالعاصمة والشرق وكذلك ولاية النيل الأزرق وعاصمتها الدمازين بشبكة من الطرق البرية الممهدة.
ويوجد جسر على النيل الأزرق هو جسر خزان سنار.

### السكك الحديدية
توجد ورشة لصيانة القطارات وعربات السكة حديد في سنار التقاطع التي تتقاطع فيها خطوط السكك الحديدية السودانية القادمة من الشرق والغرب والشمال والجنوب.

## الإدارة
سنار محلية من محليات ولاية سنار تبلغ مساحتها 5,233 كيلو متر مربع، تحدها من ناحية الشمال ولاية الجزيرة ومن الشرق محلية شرق سنار وجنوباً محلية سنجة ومن الغرب محلية النيل الأبيض.
تتكون محلية سنار من الوحدات الإدارية التالية:
1. وحدة مدينة سنار
2. وحدة الريف الغربي
3. وحدة السكر الإدارية[8]

وتضم وحدة سكر سنار عدة قرى منها:
- السبيل وتقع غرب سنار
- حجاج
- أم عضام
- أم عشيرة
- العقلين
- أبو آمنة
- أم وزين الشيخ عبد الباقي

## طبوغرافيا المدينة

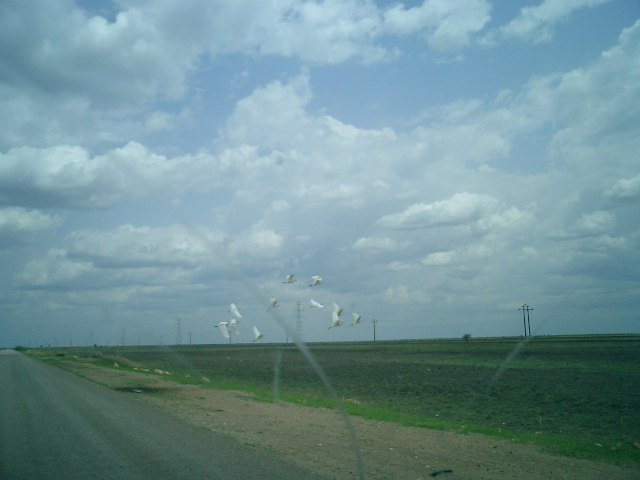
الطريق ما بين سنار وسنجة

تقع مدينة سنار على أرض غرينية منبسطة محاذية لنهر النيل تتخللها سلسلة من التلال من الناحية الغربية على الضفة الغربية لنهر النيل الأزرق.

## المناخ
يسود سنار المناخ القاري الحار والممطر في الصيف، حيث تبلغ درجة الحرارة أوجها في الشهور ابريل / تموز ومايو / أيار ويونيو / حزيران، ويبلغ أعلى متوسط لها في شهر مايو/ حزيران حيث يصل إلى 30 درجة مئوية. ويبدأ الموسم المطير في مايو / أيار ويستمر حتى أكتوبر / تشرين الأول.
تهب على المدينة رياح شمالية إلى شمالية شرقية خفيفة السرعة وجافة، تتحول إلى غربية وجنوبية غربية محملة بالرطوبة وتتسبب في هطول الأمطار التي تبلغ أقصى معدل لها في أغسطس / آب، حوالي 160 مليمتراً.
معدل الرطوبة النسبية يتراوح ما بين 75 و80 بالمائة خلال الفصل المطير بينما ينخفض المعدل إلى 15-20 بالمائة في موسم الجفاف.
| متوسط حالة الطقس سنار المدينة   | متوسط حالة الطقس سنار المدينة | متوسط حالة الطقس سنار المدينة | متوسط حالة الطقس سنار المدينة | متوسط حالة الطقس سنار المدينة | متوسط حالة الطقس سنار المدينة | متوسط حالة الطقس سنار المدينة | متوسط حالة الطقس سنار المدينة | متوسط حالة الطقس سنار المدينة | متوسط حالة الطقس سنار المدينة | متوسط حالة الطقس سنار المدينة | متوسط حالة الطقس سنار المدينة | متوسط حالة الطقس سنار المدينة | متوسط حالة الطقس سنار المدينة | متوسط حالة الطقس سنار المدينة |
| درجة الحرارة                    | درجة الحرارة                  | درجة الحرارة                  | درجة الحرارة                  | درجة الحرارة                  | درجة الحرارة                  | درجة الحرارة                  | درجة الحرارة                  | درجة الحرارة                  | درجة الحرارة                  | درجة الحرارة                  | درجة الحرارة                  | درجة الحرارة                  | درجة الحرارة                  | درجة الحرارة                  |
| الشهر                           | يناير                         | فبراير                        | مارس                          | أبريل                         | مايو                          | يونيو                         | يوليو                         | أغسطس                         | سبتمبر                        | أكتوبر                        | نوفمبر                        | ديسمبر                        |                               | المتوسط                       |
| ------------------------------- | ----------------------------- | ----------------------------- | ----------------------------- | ----------------------------- | ----------------------------- | ----------------------------- | ----------------------------- | ----------------------------- | ----------------------------- | ----------------------------- | ----------------------------- | ----------------------------- | ----------------------------- | ----------------------------- |
| متوسط بـ م°                     | 22                            | 24                            | 28                            | 30                            | 33                            | 31                            | 28                            | 27                            | 22                            | 22                            | 27                            | 24                            |                               | 27                            |
| المتوسط بـ ف°                   | 71                            | 75                            | 82                            | 86                            | 91                            | 87                            | 82                            | 80                            | 82                            | 84                            | 75                            | 80                            |                               | 19,4 (67,0)                   |
| هطول الأمطار                    |                               |                               |                               |                               |                               |                               |                               |                               |                               |                               |                               |                               |                               |                               |
| الشهر                           | يناير                         | فبراير                        | مارس                          | أبريل                         | مايو                          | يونيو                         | يوليو                         | أغسطس                         | سبتمبر                        | أكتوبر                        | نوفمبر                        | ديسمبر                        |                               | السنوي                        |
| متوسط هطول الأمطار بـ مم (بوصة) | 0 (0)                         | 0 (0)                         | 0 (0)                         | 3 (0,1)                       | 18 (0,7)                      | 52 (2,1)                      | 125 (4,8)                     | 160 (6,3)                     | 69 (27,)                      | 0 (0)                         | 0 (0)                         | 0 (0)                         |                               | 446 (17,7)                    |
| المصدر Weatherbase              |                               |                               |                               |                               |                               |                               |                               |                               |                               |                               |                               |                               |                               |                               |

## التعليم

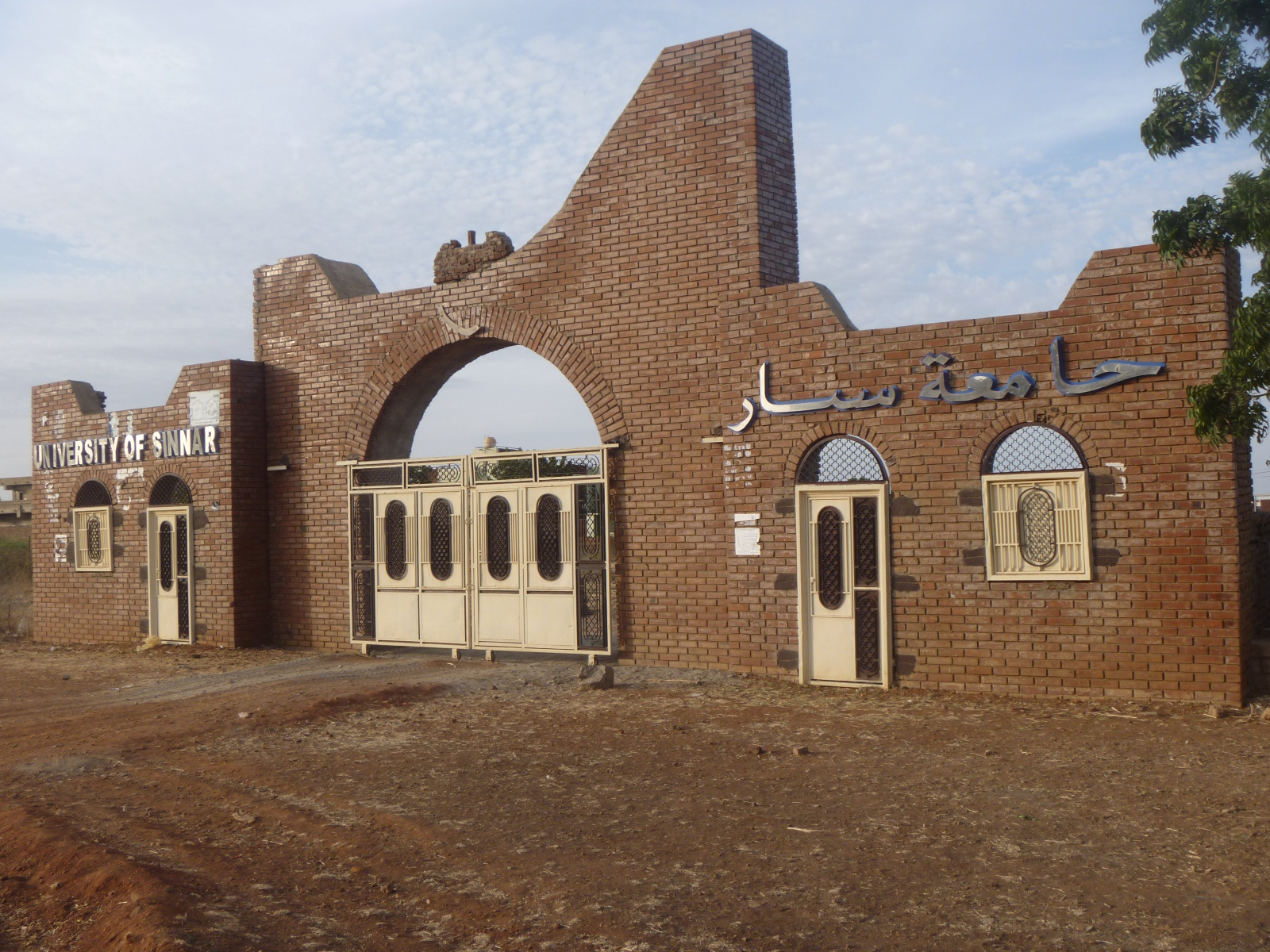
بوابة جامعة سنار

تمثل جامعة سنار أكبر مؤسسة تعليمية في المدينة إلى جانب العديد من المدارس على اختلاف مراحلها وأنواعها أشهرها مدرسة الشهيد الفاتح الثانوية النموذجية بنين وسنار النموذجية بنات.

## السياحة
- توجد في مدخل المدينة بعض الآثار القديمة لمكتب بريد ونقطة مراقبة للمراكب والتي تعود في تاريخها إلى فترة الحكم التركي والحكم الثنائي الإنجليزي المصري للسودان.
- آثار «ويلكم» في بلدة جبل موية الواقعة على بعد 34 كيلومتر (21.12 ميل) غرب المدينة، وتشمل أطلال قصر ومشفى وأفران لصهر المعادن.
- بحيرة خزان سنار وأسراب الطيور ونشاط الصيادين.
- ضريح الشيخ الصوفي الحكيم فرح ود تكتوك.
- الغابات والبساتين والنهر.
- التراث الشعبي ممثلاً بالمصنوعات اليدوية وفنون الرقص والغناء الشعبي وطقوس استقبال موسم الحصاد.
- سباق الهجن.
- قباب وزوايا وأضرحة الطرق الصوفية.
- كشوفات أثرية في منطقة أبوجيلي التي تبعد 7 كيلومترات (4.34 ميل) شرقي سنار، حيث توجد جبانة قديمة، وبقايا فخاريات في منطقة خليل الواقعة على بعد 24 كيلومتر (14.9 ميل) جنوب سنار المدينة.[18]
- سوق شاور راسك

## سنار في الأدب السوداني
ظهرت عدة أعمال أدبية عن سنار أبرزها قصيدة الشاعر محمد عبد الحي العودة إلى سنار، وفيها يقول:
سأعودُ اليوم، يا سنّارُ، حيث الرمزُ خيط’’،
من بريقٍ أسودٍ بين الذرى والسّفح
والغابةِ والصحراء والثمر النّاضج والجذر القديمْ
لغتي أنتِ وعرق الذَّهب المبرق في صخرتي الزرقاءِ
والنّار التي فيها تجاسرت على الحبِّ العظيمْ
فافتحوا حرَّاسَ سنّارَ افتحوا للعائد الليلة أبواب المدينة
افتحوا للعائد الليلة أبوابَ المدينة
كما استلهم بعض تاريخها الروائي مهند الدابي عبر روايته «سحرة الضفاف»
والتي تحدث فيها عن الحياة الاجتماعية لمدينة سنار التقاطع في حقبة معينة
وتعرض أيضاً إلى المواقف السياسية والتحولات التي حدثت في الثمانية وعشرين
سنة الأخيرة، وتعتبر الرواية الأهم التي تناولت موضوع الامتداد الطبيعي
لمملكة سنار أو سلطنة الفونج.[بحاجة لمصدر]

## شخصيات ومشاهير سنار
من مشاهير المدينة:
- نصرة بنت عدلان
- الشيخ فرح ود تكتوك.
- الروائي مهند رجب الدابي.
- اللمين كابو (زعيم وسلطان عموم قبيلة الفلاتة بالسودان).
- الدكتور مأمون حميدة، وزير صحة بولاية الخرطوم، وطبيب مشهور.
- البروفيسور نصر الدين بلال.
- الدكتور يعقوب ابوشورة (وزير الري في حكومة الإنقاذ).
- الدكتور بابكر محمد توم (رئيس اللجنة الاقتصادية السابق بحكومة الإنقاذ).
- اللواء طيار فيصل مدني مختار (عضو المحلس العسكري السابق في حكومة الإنقاذ).
- البروفيسور هشام محمد وداعة (عالم فيزيائي وأستاذ بجامعة السلطان قابوس وعدد من الجامعات السودانية).
- أحمد النور محمد منوفلا (حارس نادي الهلال العاصمي ومنتخب فريق السودان لمدة 12 عام).
- سامي الحاج، صحفي سابق بقناة الجزيرة القطرية.
- مصطفى عبد الماجد إبراهيم، الملقب بود المأمور، شاعر ومهندس زراعي وإذاعي.
- النور علي سليمان (أول سفير لجمهورية السودان بدولة الجزائر ومن القيادات الديمقراطية).
- أحمد الحاج المعزل عضو اتحاد كرة القدم السوداني.
- الأديب والصحفي نبيل غالي جرس.
- الأديب والناقد مبارك الصادق.
- الأستاذ الماحي محمد سليمان سياسي ناشط.
- الاستاذ محجوب عبد القادر خليفة ( مدير التعليم سابقا)
- السيد/ عبد الوهاب محمد الشيخ نصر (راعي الحزب الاتحادي الديمقراطي وعضو برلمان الحكومة الديمقراطية الكبرى وأول خريج من مدينة سنار في كلية قردون التذكارية).
- الموسيقار الشافعي شيخ إدريس.
- الأديب والكاتب الروائي عبد الكريم جلاب.
- عمدة سنار الشيخ محمد شيخ احمد (شيخ السوق).